# Jacques Clouseau
Pour les articles homonymes, voir Clouseau (homonymie).
Jacques Clouseau est un personnage de fiction créé par Blake Edwards et Maurice Richlin en 1963 pour le film La Panthère rose.

## Biographie fictive
Jacques Clouseau est un inspecteur de police de la Sûreté française. Sa carrière professionnelle est liée à celle d'un diamant, la Panthère rose, qu'il doit de nombreuses fois protéger et retrouver.
Dans le premier opus de la série, où il joue un rôle secondaire, il est chargé d'arrêter Sir Charles Litton, gentleman cambrioleur qui convoite la Panthère rose. Il est marié à la belle mais infidèle Simone Clouseau, à qui il voue une confiance aveugle alors même qu'elle est la maîtresse et l'alliée de Litton. À la fin de l'histoire, Clouseau est victime d'une machination du cambrioleur qui le fait passer pour l'auteur de ses méfaits.
Dans le deuxième opus, Clouseau a été vraisemblablement libéré de prison après les coups suivants de Litton, et a quitté son épouse. Il tombe amoureux d'une jeune femme de ménage, Maria Gambrelli, que tout désigne comme une meurtrière mais qu'il persiste à croire innocente. L'avenir lui donne raison et il découvre l'identité du véritable meurtrier.

### Description
L'allure de l'inspecteur Clouseau est indéniablement liée à sa caractéristique principale : sa maladresse. Il est vêtu d'un imperméable beige et d'un chapeau. Il porte des gants et a toujours une moustache. Quand il mène l'enquête sous couverture en pays étranger, il va chez un ami costumier pour prendre des déguisements. Sa culture douteuse lui fait mettre des accoutrements qui passent difficilement inaperçus.
Clouseau est donc maladroit, mais aussi gaffeur. C'est au hasard et à la chance qu'il doit de résoudre ses enquêtes. Véritable cataclysme, il sème un vrai désordre sur son passage, que ce soit en menant l'enquête ou juste en rentrant chez lui. Assez intelligent, il a souvent besoin que les autres personnages lui fassent remarquer un détail important, auquel il répond : « Je le savais ». Clouseau est en effet très digne et se relève toujours de ses chutes avec fierté. Il est d'ailleurs aussi endurant qu'un personnage de cartoon.

### Entourage
- Le commissaire Dreyfus. Apparaît pour la première fois dans Quand l'inspecteur s'emmêle. Chef de Clouseau, il supporte très mal la maladresse de celui-ci et le traite très sévèrement. Sans le vouloir, Clouseau lui cause des accidents et fait de sa vie un cauchemar. Dreyfus en devient malade de haine et fait tout pour le tuer, mais échoue et finit à l'asile. Il réapparaît dans chaque épisode à nouveau comme chef de Clouseau, toujours fou et décidé à l'éliminer. Dans Quand la panthère rose s'emmêle, après s'être échappé de l'asile, il devient un génie du mal et menace le monde d'un rayon de la mort. Clouseau fait échouer ce complot ; Dreyfus est touché par ce rayon, qui le fait disparaître. Sans aucune explication, il revient dans les suites. Il est interprété par Herbert Lom dans toute la saga, mis à part le remake de 2006 dans lequel Kevin Kline reprend le rôle.
- Kato. Domestique chinois de Clouseau, il lui est fidèle et en est admiratif. Pour s'entraîner aux arts martiaux, Clouseau lui a ordonné de l'attaquer toujours par surprise chez lui pour tester ses techniques de combat et ses réflexes. Cela se transforme en des affrontements délirants entre les personnages qui mettent l'appartement sens dessus-dessous. La Malédiction de la Panthère rose est le seul épisode où il suit son patron durant tout le film ; auparavant, il n'apparaissait que dans l'appartement de Clouseau.
- Maria Gambrelli. Jeune servante de la maisonnée du banquier Ballon. Apparaît dans Quand l'inspecteur s'emmêle, où Clouseau tombe amoureux d'elle et cherche à l'innocenter d'un crime malgré l'accumulation de charges accablantes. Elle réapparaît dans Le Fils de la Panthère rose, où le fils qu'elle a eu avec Clouseau, Jacques Gambrelli, prend la suite de son père et mène l'enquête.
- Simone Clouseau. Épouse de Clouseau dans le premier film de la série. L'inspecteur lui voue une adoration et une confiance aveugle alors qu'elle le trompe avec Charles Litton, le voleur qu'il recherche. Ils divorcent probablement mais se retrouvent dans Le Retour de la Panthère rose, où Simone a épousé Litton. Pour une raison quelconque, son prénom est devenu Claudine ; elle ne semble pas reconnaître Clouseau quand il se trouve avec elle, pas plus que lui.

## Création du personnage
Compte tenu de la rareté de son patronyme, on a peine à imaginer autre source d'inspiration que le réalisateur français Henri-Georges Clouzot (1907-1977), considéré comme le « Hitchcock français ».[réf. nécessaire]
Conçu comme un personnage secondaire aux côtés des vedettes qui occupaient l’affiche du premier film (David Niven, Robert Wagner), le personnage interprété par Peter Sellers eut un tel succès auprès du public qu'il suscita une série de films jouant sur les stéréotypes de la culture française vus par les Anglo-saxons. 
Dans le deuxième film, Quand l'inspecteur s'emmêle (1964), on trouve cependant une scène dans laquelle Clouseau expose laborieusement à son second sa théorie sur un tableau noir une baguette à la main, qui est une copie conforme d'une des séquences du film Les Casse-pieds réalisé par Jean Dréville en 1948, avec Noël-Noël.

## Filmographie

### Cinéma
- 1963 : La Panthère rose (The Pink Panther) de Blake Edwards avec Peter Sellers ;
- 1964 : Quand l'inspecteur s'emmêle (A Shot in the Dark) de Blake Edwards avec Peter Sellers ;
- 1968 : L'Infaillible Inspecteur Clouseau (Inspector Clouseau) de Bud Yorkin, avec Alan Arkin dans le rôle de l'inspecteur ;
- 1975 : Le Retour de la panthère rose (The Return of the Pink Panther) de Blake Edwards avec Peter Sellers ;
- 1976 : Quand la panthère rose s'emmêle (The Pink Panther Strikes Again) de Blake Edwards avec Peter Sellers ;
- 1978 : La Malédiction de la panthère rose (Revenge of the Pink Panther) de Blake Edwards avec Peter Sellers ;
- 1982 : À la recherche de la panthère rose (Trail of the Pink Panther) de Blake Edwards. Sellers étant mort en 1980, le film utilise des séquences non montées du film de 1976.
- 1983 : L'Héritier de la panthère rose (Curse of the Pink Panther) de Blake Edwards, suite directe du précédent, Clouseau n'y apparaît que brièvement, interprété par Roger Moore.
- 1993 : Le Fils de la panthère rose (Son of the Pink Panther) de Blake Edwards, avec Roberto Benigni dans le rôle du fils spirituel de Clouseau.

### Télévision
- 1965-1969 : The Inspector, série d'animation de Friz Freleng, avec la voix de Pat Harrington Jr.